# Suzuki DR 250
Die Suzuki DR 250 ist ein Enduro-Motorradmodell des japanischen Herstellers Suzuki, das von 1982 bis 1988 gebaut wurde.
Nachfolger war die Suzuki DR 250 S (später dann SE) in den 1990er Jahren, vergleichbar mit der Suzuki DR 350.

## Technische Daten

### Motor und Getriebe
Der Motor ist ein fahrtwindgekühlter Einzylinder-Viertaktmotor mit einer obenliegenden Nockenwelle, 4 Ventilen und einer Ausgleichswelle. Eine Bohrung von 72 mm sowie ein Hub von 62 mm ergeben einen Hubraum von 249 cm³. Die Nennleistung ist 12,4 kW/17 PS. Das maximale Drehmoment von 17,4 Nm liegt bei 4000/min an. Das Verdichtungsverhältnis ist 9,0 : 1. Die Gemischaufbereitung erfolgt durch einen Mikuni-Vergaser mit einem Querschnitt von 34 mm. Der Motor wird mit dem Kickstarter gestartet. Das Getriebe hat fünf Gänge. Das Hinterrad wird von einer Rollenkette angetrieben.

### Fahrwerk und Bremsen
Die vordere Bereifung ist 3.00 - 21, die Bereifung hinten ist 4.00 - 18. Der Radstand beträgt 1410 mm. Zunächst wurden das Vorder- und Hinterrad jeweils mit einer Trommelbremse verzögert. Ab 1985 war sie vorne serienmäßig mit einer Scheibenbremsen mit 260 mm Durchmesser ausgestattet.

### Sonstige Daten
Vollgetankt wiegt die DR 250 132 kg. Der Tankinhalt ist 10 l, davon entfallen ca. 2,5 l auf die Reserve. Lieferbare Farben waren Schwarz, Weiß und Rot.

## Fahrleistungen
| Vmax                | ca. 117 km/h (solo, Asphalt, Übersetzung: 15/43) |
| Sekundärübersetzung | 15/43 bzw. 14/43 (je nach Modell)                |
| Verbrauch           | 3,5 Liter/100 km                                 |